# The Astrophysical Journal
The Astrophysical Journal (с англ. — «Астрофизический Журнал», сокр. ApJ, Astrophys. J.) — научный журнал, издаваемый в США, в котором публикуются статьи по астрофизике и астрономии. Основан в 1895 году астрономами Джорджем Хейлом и Джеймсом Килером. Импакт-фактор журнала в 2011 году — 6,024.
С 1953 года журнал публикуется вместе с The Astrophysical Journal Supplement Series (с англ. — «Приложения к Астрофизическому Журналу», ApJS), содержащим приложения к журналу. Оба издания публиковались издательством Чикагского Университета для Американского астрономического общества. С января 2009 года публикацией журнала занимается издательство Institute of Physics.
The Astrophysical Journal Letters (с англ. — «Письма Астрофизического Журнала», ApJL) — ещё одно приложение, позволяющее быстро публиковать короткие заметки к значимым опубликованным статьям.

## Редакторы
- Джордж Хэйл (1895—1902)
- Эдвин Фрост (1902—1932)
- Отто Струве (1932—1947)
- Уильям Морган (1947 −1952)
- Субраманьян Чандрасекар (1952—1971)
- Роберт Кенникут (1999—2006)
- Этан Вишняк (c 2006)

## Аудитория
- Учёные (астрофизики, астрономы, физики)
- Студенты и аспиранты.